# Bjørn Watt-Boolsen
Bjørn Watt-Boolsen, né le 20 juin 1923 à Rudkøbing, Danemark et mort le 28 décembre 1998, est un acteur danois.

## Biographe

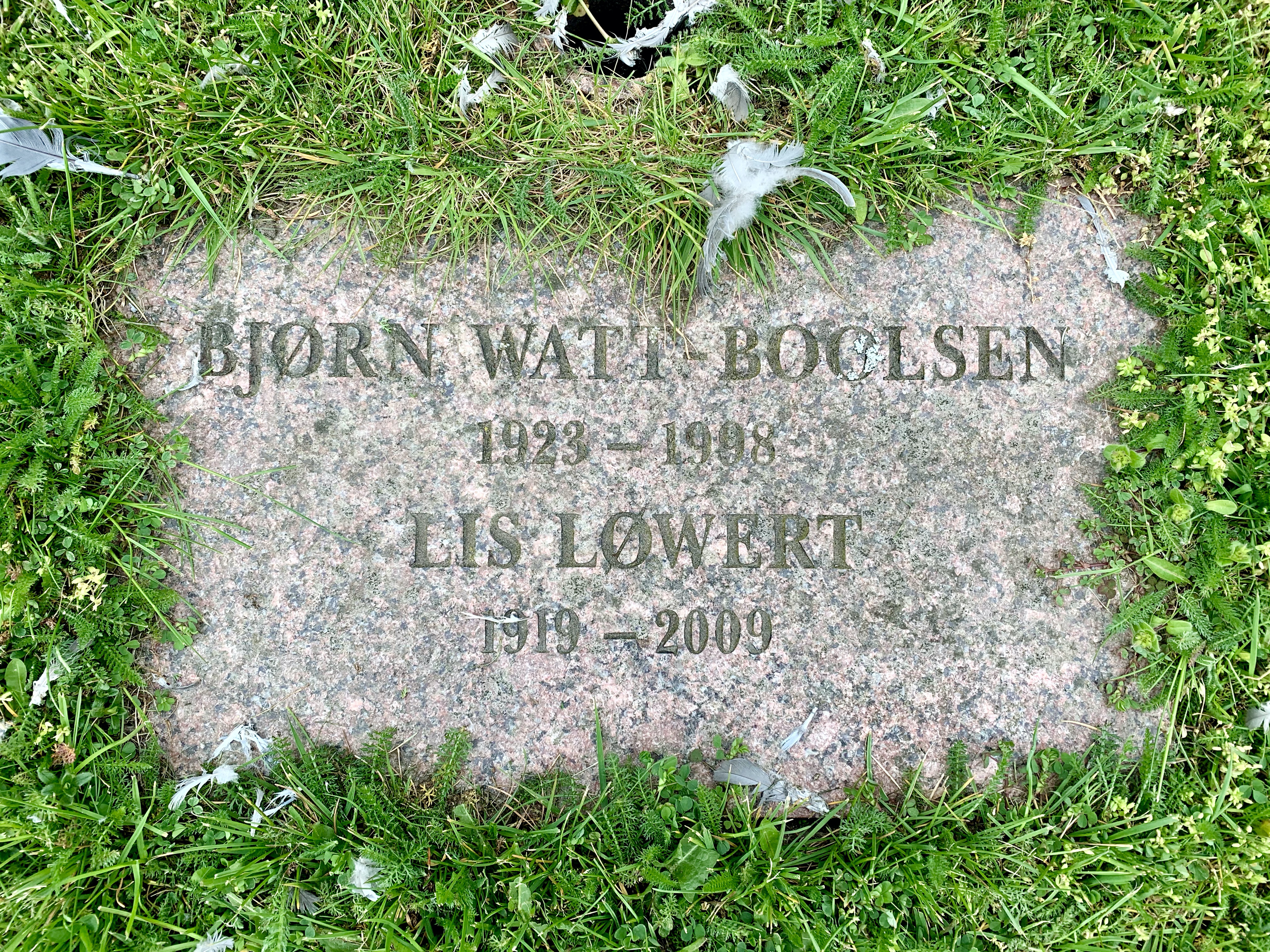
Mémorial de Bjørn Watt-Boolsen et Lis Løwert.

## Filmographie partielle
- 1945 : La terre sera rouge
- 1947 : Ta', hvad du vil ha' de Ole Palsbo :
- 1946 : I Love Another
- 1948 : The Viking Watch of the Danish Seaman
- 1953 : Adam and Eve
- 1956 : Kispus
- 1956 : Qivitoq
- 1960 : Poeten og Lillemor og Lotte
- 1960 : The Greeneyed Elephant
- 1962 : Den kære familie
- 1963 : The Girl and the Press Photographer
- 1971 : Le Visiteur de la nuit
- 1976 : The Olsen Gang Sees Red